# غلين كلارك (دراج)
غلين كلارك (بالإنجليزية: Glenn Clarke) هو دراج أسترالي، ولد في 26 يوليو 1963 في وانجارتا في أستراليا.

## وصلات خارجية
- غلين كلارك على موقع أرشيف الدراجات (الإنجليزية)
- غلين كلارك على موقع إحصائيات الدراجات الإحترافية (الإنجليزية)
- غلين كلارك على موقع أوليمبيديا (الإنجليزية)
- غلين كلارك على موقع اللجنة الأولمبية الأسترالية (الإنجليزية)
- غلين كلارك على موقع اتحاد ألعاب الكومنولث (مؤرشف) (الإنجليزية)